# Boen
Das Reihendorf Boen liegt im ostfriesischen Rheiderland zwischen der Bundesautobahn 31 und der deutsch-niederländischen Grenze in einem Moorgebiet. In dem Ort leben etwa 460 Einwohner auf einer Fläche von etwa 8,79 Quadratkilometer. Boen ist eine Ortschaft der Gemeinde Bunde im Landkreis Leer mit einem Ortsvorsteher.

## Geschichte
Der Name ist 1475 zum ersten Mal als Bonewerda bezeugt. Spätere Schreibweisen lauten Baen (1585), Bohne (1645) und Bohlen (1719). Die Namensbedeutung ist unklar.
Boen gehörte bis 1467 zur Propstei Hatzum im Bistum Münster und besaß eine eigene Kirche. Sie wurde um 1500 Opfer des Dollarts, der mit der Zweiten Cosmas- und Damianflut (1509) seine größte Ausdehnung erreichte. Die Einwohner entflohen der alten Siedlungsreihe, die vom Wasser heimgesucht wurde, und stifteten ein neues Dorf auf dem sicheren Moor. Die Gemeinde wurde bei Bunde eingepfarrt.
In der ersten Hälfte des 16. Jahrhunderts wurde deshalb der „Oll Diek“ als Verteidigungsdeich zwischen Bunde und Wymeer gebaut. Er fand seine Fortsetzung im Schwelchdeich bei Dünebroeck, der möglicherweise bereits zur Landgewinnung diente. Im 17. Jahrhundert führte der Landgewinn zu längeren Auseinandersetzungen mit den ostfriesischen Grafen um die Erbpacht. Ein weiterer andauernder Konflikt entwickelte sich ab 1699 mit den niederländischen Grenzbewohnern, die unter der verstärkten Entwässerung zu leiden hatten. Dieser Streit konnte erst 1824 durch den „Meppener Vertrag“ beigelegt werden. Aufgrund von schweren Überschwemmungen nach einem Deichbruch der Westerwolder Aa kam es 1833/34 zu bewaffneten Auseinandersetzungen mit den niederländischen Einwohnern von Bellingwolde.
Zwischen 1868 und 1910 wanderten über 30 Einwohner Boens nach Übersee aus.
Im Jahr 1973 trat Boen der Samtgemeinde Bunde bei und ist seit dem 1. November 2001 Teil der neuen Einheitsgemeinde. Seitdem ist Boen eine Ortschaft von Bunde.

## Wirtschaft und Infrastruktur
Im Mittelalter dienten vorwiegend der Fischfang und der Handel als Lebensunterhalt. Ab dem 16. Jahrhundert war die Landwirtschaft vorherrschend. Noch heute ist Boen landwirtschaftlich geprägt. Gulfhäuser bestimmen das Erscheinungsbild des Ortes, von denen einige unter Denkmalschutz stehen. Allerdings nimmt die Anzahl der landwirtschaftlichen Betriebe ab: Gab es 1961 noch 51 Betriebe, ging die Zahl im Jahr 2005 auf 30 zurück. Handwerk ist kaum zu finden und konzentriert sich auf Bunde.
Eine eigene Schule als Nebenstelle zu Bunde ist 1766 zum ersten Mal bezeugt. Die Boenster Volksschule wurde 1970 geschlossen, diente der Evangelische Bibelgemeinde Boen Gemeinde für einige Jahre als Gemeinderaum und wurde 1990 Dorfgemeinschaftshaus.
1919 wurde die Freiwillige Feuerwehr Wymeer-Boen gegründet und sorgt seitdem für den Brandschutz und die allgemeine Hilfe insbesondere auf Ortsebene. Der Sportverein Wymeer-Boen geht auf das Jahr 1956 zurück.

## Religionen
Nach der Zerstörung der Kirche um 1500 kam es nicht wieder zu einem Kirchenneubau in Boen. Die Kirchgänger besuchten seitdem die Gemeinden in Wymeer oder Bunde.
Aus einem Bibelgesprächskreis (1967) entstand im Jahr 1989 die Freie evangelische Bibelgemeinde Boen, die heute in der ehemaligen Molkerei ihr Gemeindezentrum gefunden hat.